# Arjuna

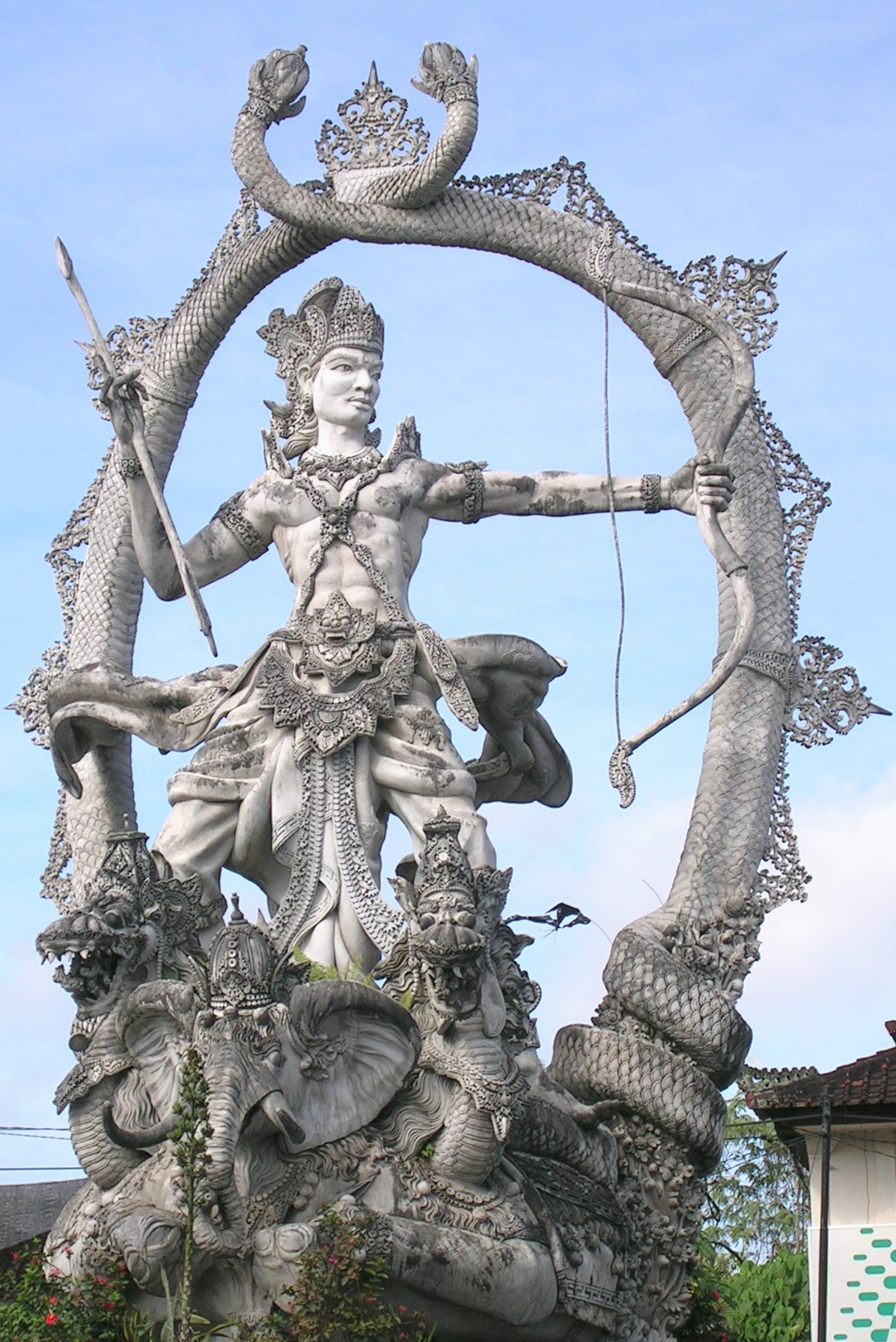
Standbeeld van Arjuna in Indonesië

Arjuna (Sanskriet: अर्जुन, Arjuna, Javaans: ꦄꦂꦗꦸꦤ) was de derde van vijf zonen (de Pandava's) van koning Pandu, en de grote held uit de Mahabharata. De Bhagavad Gita, het Lied van de Verhevene, is een dialoog tussen Arjuna en Krishna. Hij was een beroemde boogschutter, drager van de goddelijke boog Gandiva. Ook was hij de beste leerling van Drona. Drona was de leraar (goeroe) van de prinsen aan het hof van het koninkrijk Hastinapur en onderwees hen in de vechtkunst.
Arjoena was eigenlijk de spirituele zoon van de god Indra, want koning Pandu had, nadat hij een hert tijdens de paring had neergeschoten, een vloek opgelopen. Pandu zou sterven zodra hij met een vrouw kinderen zou proberen te krijgen. De wijze Vyasa raadde zijn twee vrouwen toen om een gunst aan de goden te vragen. Dit was mogelijk omdat Kunti, als een gunst van een rsi, een mantra had geleerd waarmee ze de goden kon oproepen.

## Huwelijk en kinderen
Prinses Draupadi was de dochter van koning Drupada van Paanchal. Er werd een swayamvara gehouden, een bijeenkomst van prinsen waar een proeve werd gehouden. Diegene die de proeve goed aflegde, mocht de prinses huwen. Maar indien niemand de proef tot een goed einde bracht, koos de prinses een prins naar eigen keuze. Voor Draupadi werd een proeve gevraagd om een vis door een oog te schieten met een pijl. Die vis draaide door een wiel in het rond. De schutter mocht alleen het wiel en de vis zien in de weerkaatsing van water. Slechts drie personen op de wereld waren hiertoe in staat: de god Krishna, Karna en Arjuna. Krishna, de vriend van Arjuna, streed niet. Karna mocht niet meedoen van prinses Draupadi vanwege zijn lage afkomst. Arjuna slaagde voor de test. Bij thuiskomst zei hij dat hij een schat had gewonnen. Zijn moeder Kunti zei dat hij die met zijn broers moest delen. Daardoor trouwde Draupadi met al de vijf de pandava's. Van elke broer ontving Draupadi een zoon, de vijf Upapandava's. Srutakarma daarvan is de zoon van Arjuna.
Behalve Draupadi huwde Arjuna prinses Uloopi, een Naga-slang. Uloopi was verliefd geworden op Arjuna en ontvoerde hem naar het Naga slangenland en gaf Arjuna de keus haar te huwen in vrijheid, of hij bleef gebonden aan het slangenland. Arjuna trouwde haar en ze kregen een zoon Iravan.
De broer van Krishna had hun zus Subhadra beloofd aan de grote vijand van de Pandava's. Door een list wist Krishna dit te voorkomen. Dankzij die list kon Arjuna de zus van Krishna, Subhadra ontvoeren en ze kregen een zoon, Abhimanyu.
Op zijn reis door India tijdens zijn ballingschap was Arjuna ook in het antieke Manipura, een bijna mystiek koninkrijk met grote natuurlijke schoonheid. Daar ontmoette hij Chitrangada, de dochter van de koning van Manipura. Hij huwde haar en ze kregen een zoon, Babruvahana. Zowel Arjuna vrouw Chitrangada als zijn zoon Babruvahana mochten volgens de normen van het koninkrijk het land niet verlaten. Toen op het einde van de Mahabharata, na de dood van Krishna, Arjuna zijn goddelijke krachten had verloren en in dat land terugkwam was zijn eigen zoon daar koning. Deze doodde toen Arjuna , zijn eigen vader, na een onderlinge ruzie.

## Arjuna's kracht
Arjuna was een kshatriya, een krijger. Hij voerde het leger aan van de Pandava's. Magische krachten had hij verkregen door concentratie, meditatie en training. Hij was de vriend van de god Krishna, die de incarnatie was van Vishnu. Eens was hij tot aan het dak van de wereld geklommen in de Himalaya. Daar is de verblijfplaats van Shiva, de hoogste god naast Vishnu en Brahma. Arjoena leefde die tijd in ballingschap en gedurende een tijd daarvan in ascese als boetedoening. Daardoor verkreeg hij automatisch het recht op een beloning bij Shiva. Die verdienste was een goddelijk machtig wapen, dat alles kon doden, Pashupatastra genaamd.
Daar in de Himalaya vlak voor hij Shiva ontmoette, werd hij verleid door een apsara, Urvasi genaamd, die hem haar liefde aanbood met het doel zijn recht op een beloning af te nemen. Maar Arjuna had ooit gehoord dat Urvasi een relatie had met een voorvader van hem. Arjuna schonk Urvasi daarom uit respect moederliefde als antwoord. Urvasi, hierdoor afgewezen en beledigd, vervloekte Arjuna tot impotentie. Later werd deze vervloeking op verzoek van Indra door Urvasi verminderd tot één jaar. Dat jaar werd gekozen in het laatste jaar van zijn ballingschap. Hij moest toen onderduiken, zich schuil houden om niet herkend te worden. Daardoor was die vervloeking eigenlijk een zegening geworden. De grote onoverwinnelijke strijder Arjuna gedroeg zich in dat jaar als eunuch met de naam Brihannala, alsof hij een zwakke vrouw-man was. Hij gaf dansles aan het hof van Virata, aan de prinsessen. De laatste dag van zijn ballingschap versloeg hij in zijn eentje een heel leger, daartoe in staat vanwege zijn training, opoffering en toewijding.
Direct na zijn ontmoeting met Shiva in de Himalaya, kreeg hij wapens en lessen en zegeningen van verscheidene goden als Kubera, Yama en Varuna. Daarna werd Arjuna door zijn vader Indra in de hemel uitgenodigd. Danseressen zoals Urvashi, Tilottama, Rambha en Menaka traden voor hem op. Arjuna leerde zingen en dansen van Gandharva-koning Chitrasena. Indra zelf onderwees hem in het gebruik van alle heilige wapens en gaf hem zijn Vajra.

## Afbeeldingen

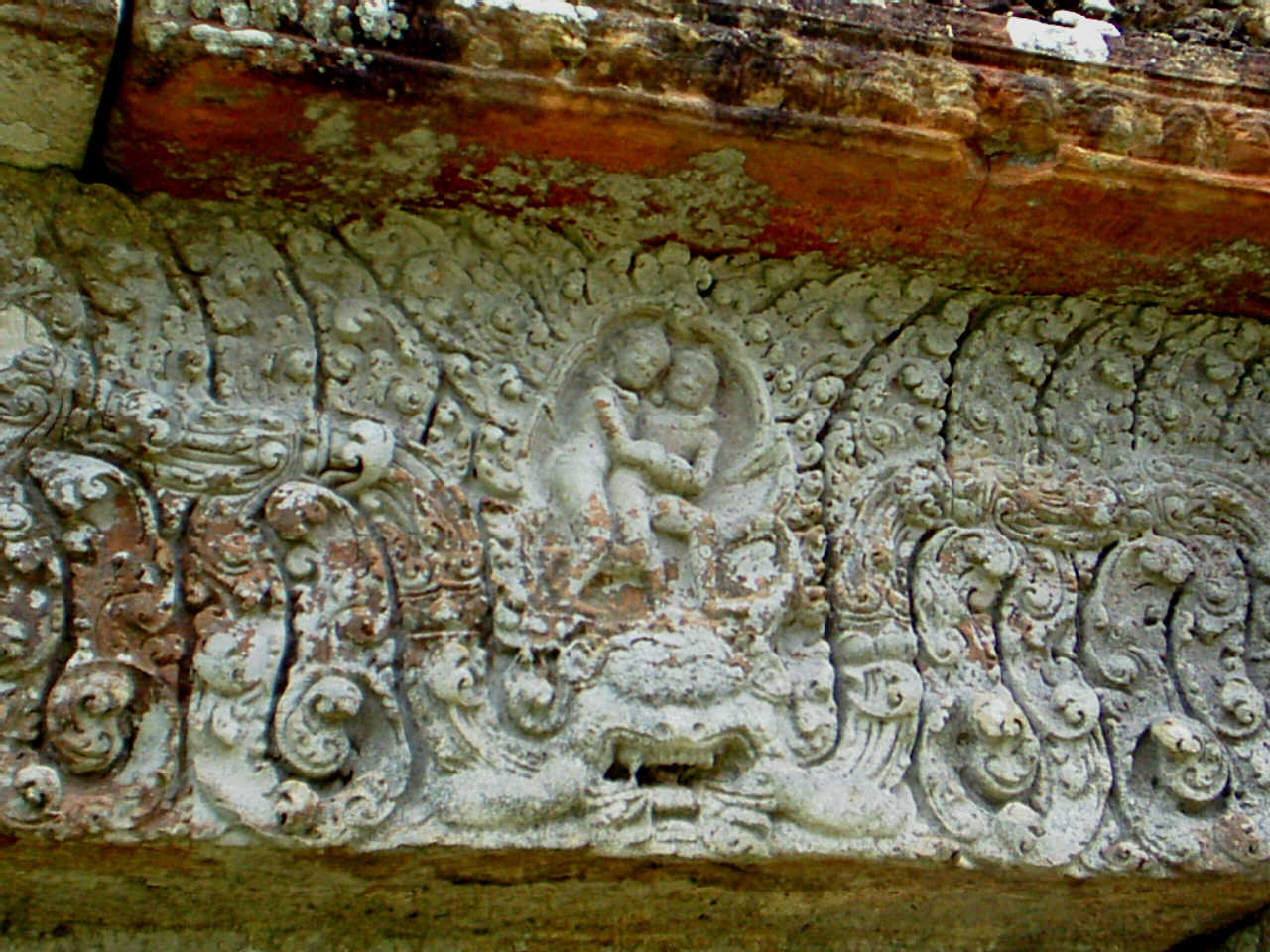
Krishna en Arjuna, afgebeeld in de Preah Viheartempel
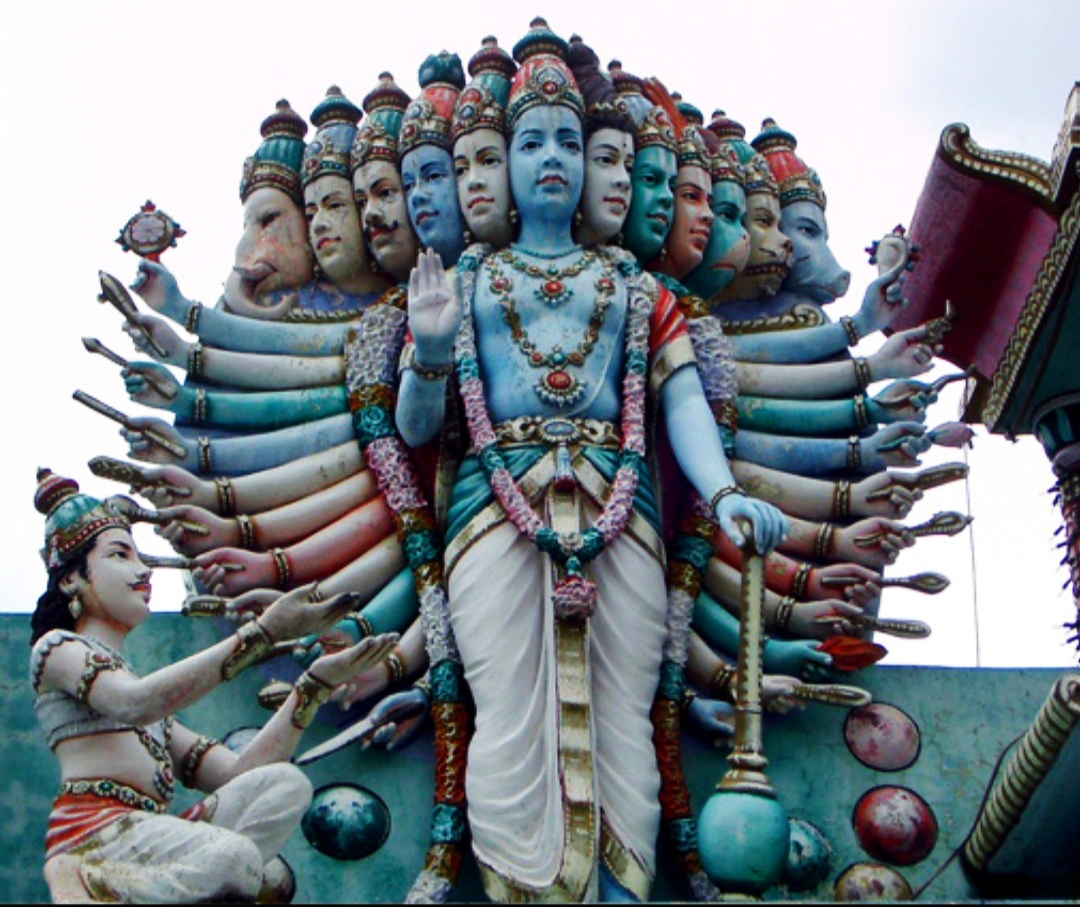
Krishna toont zich (als Vishnu) aan Arjuna
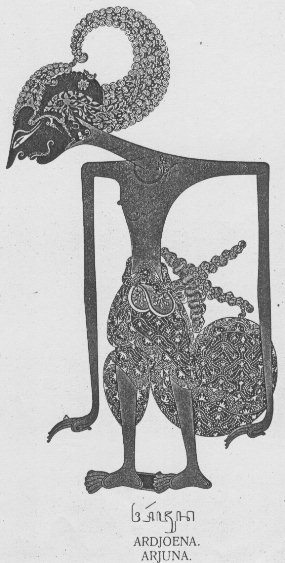
Arjuna (wajangpop voor schimmenspel)
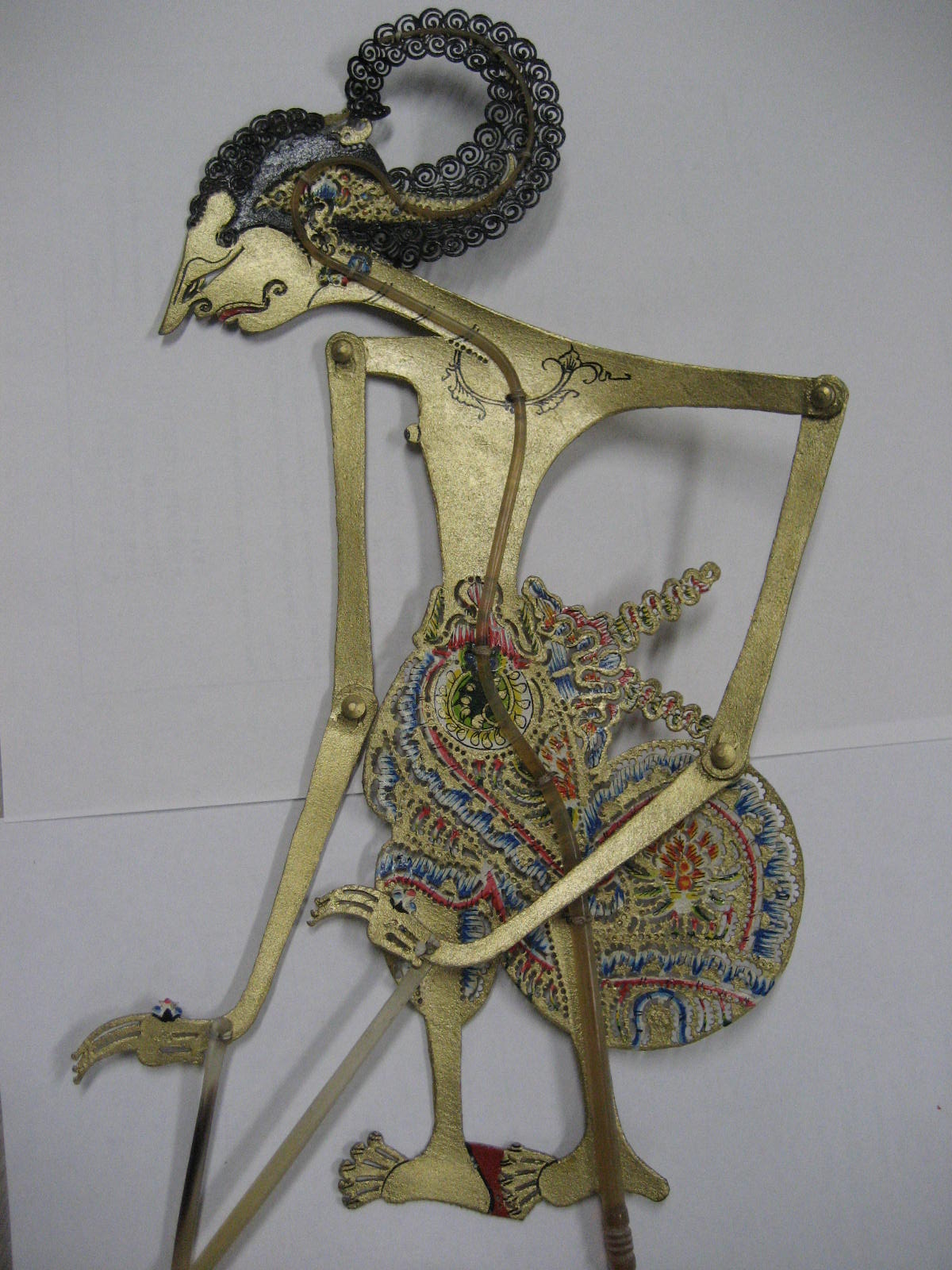
Arjuna (wajangpop voor schimmenspel)